# Nowa Wieś Wielka (Grande-Pologne)
Pour les articles homonymes, voir Nowa Wieś Wielka.
Nowa Wieś Wielka est une localité polonaise de la gmina mixte de Przedecz, située dans le powiat de Koło en voïvodie de Grande-Pologne. Elle se situe à environ 21 kilomètres au nord-est de la ville de Koło et 136 kilomètres à l'est de Poznań, la capitale régionale. 